# تيمودي
تيمودي مركز بلدية بولاية بني عباس تقع إلى الجنوب الشرقي من مدينة بني عباس.